# Combretum chionanthoides
Combretum chionanthoides är en tvåhjärtbladig växtart som beskrevs av Adolf Engler och Diels. Combretum chionanthoides ingår i släktet Combretum och familjen Combretaceae. Inga underarter finns listade i Catalogue of Life.